# Marktplatz 8 (Teterow)
Im Bürohaus Marktplatz 8 in Teterow (Mecklenburg-Vorpommern) befindet sich seit 1999 die Teterower Wohnungsgesellschaft (TWG).
Das Gebäude steht unter Denkmalschutz.

## Geschichte
Die Stadt Teterow mit 8334 Einwohnern (2019) wurde  1230 angelegt und erhielt um 1235 das Stadtrecht.
Das zweigeschossige, verputzte, historisierende ehemalige Wohnhaus mit einem Krüppelwalmdach wurde 1998/99 im Rahmen der Städtebauförderung durch die 1994 gegründete städtische Teterower Wohnungsgesellschaft saniert. Zuvor hatte die TWG ihren Sitz in der Gartenstraße 6 (Sitz der Gebäudewirtschaft), Malchiner Straße 16 und Von-Pentz-Allee 7. Die TWG vermietet aus dem eigenen Bestand über 1000 Wohneinheiten (WE) und verwaltet über 300 WE für andere Eigentümer.